# Hecamede affinis
Hecamede affinis är en tvåvingeart som beskrevs av Canzoneri och Giuseppe Giovanni Antonio Meneghini 1969. Hecamede affinis ingår i släktet Hecamede och familjen vattenflugor. Inga underarter finns listade i Catalogue of Life.